# Пшеничні
Пшеничні (Triticeae) — триба квіткових рослин з родини тонконогових (Poaceae).

## Значення

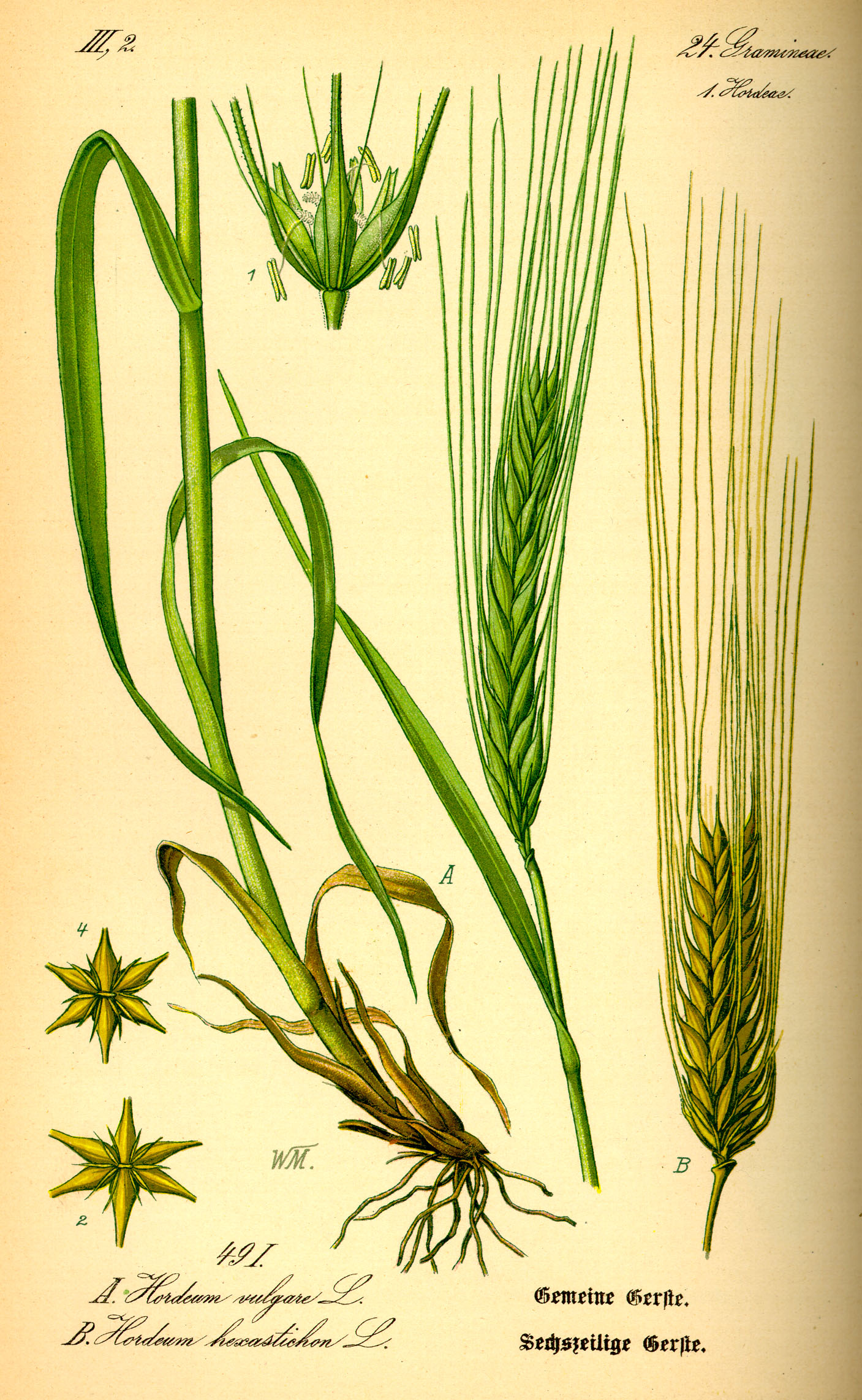
Ботанічна ілюстрація ячменя звичайного у книзі Отто Вільгельма Томе «Flora von Deutschland, Österreich und der Schweiz» 1885, Gera, Germany

До цієї триби належать найважливіші злакові культури: пшениця (Triticum L.), жито (Secale L.) і ячмінь (Hordeum L.).

## Ботанічний опис
Однорічні або багаторічні трав'янисті рослини, іноді дернисті, іноді кореневищні. Стебла зазвичай одиничні, не розгалужені над основою. Листки лінійні, вузько-ланцетні. Суцвіття — колос. Колоски зазвичай стиснуті з боків, іноді циліндричні, з 1-16 двостатевих квіток. Плід — зернівка від яйцеподібної до веретеноподібної форми з поздовжньою канавкою.

## Систематика
Триба пшеничних (Triticeae) є однією з найскладніших у таксономічному відношенні триб родини тонконогових (Poaceae). Для флори України найсуперечливішими у плані систематики з цієї триби є роди житняк (Agropyron Gaertn.), пирійник (Elymus L.), пирій (Elytrigia Desv.), колосняк (Leymus Hochst.) і ламкоколосник (Psathyrostachys Nevski) через те, що всі вони є близькоспорідненими, мають багато спільних ознак та легко утворюють гібридні форми.
Геномний критерій для родів триби пшеничних, запропонований А. Льове і розроблена на основі цього система триби включає 39 родів. Триба пшеничних містить 400—500 видів.
Широке визнання єдиної систематики ускладнюється наявністю різних таксономічних традицій, а також відсутністю скоординованої міжнародної експертизи морфологічної мінливості серед видів триби.

## Пшеничні у флорі України
У своїй монографії «Злаки України» (1977) Юрій Прокудін для флори України приводить лише три роди з триби Triticeae: Agropyron, Elytrigia та Leymus, інші зведені до синонімів. За останнім зведенням судинних рослин України триба Triticeae у флорі України представлена 5 родами і 36 видами:
- Agropyron — 9 видів,
- Elymus — 4 види,
- Leymus — 4 види,
- Elytrigia — 18 видів,
- Psathyrostachys — 1 вид.

## Роди
- Aegilops L.
- Agropyron Gaertn.
- Amblyopyrum Eig
- Anthosachne Steud.
- Crithopsis Jaub. & Spach
- Dasypyrum (Coss. & Durieu) T.Durand
- Douglasdeweya C.Yen et al.
- Elymus L.
- Elytrigia Desv.
- Eremium Seberg & Linde-Laursen
- Eremopyrum (Ledeb.) Jaub. & Spach
- Festucopsis (C.E.Hubb.) Melderis
- Henrardia C.E.Hubb.
- Heteranthelium Hochst. ex Jaub. & Spach
- Hordelymus (Jess.) Harz
- Hordeum L.
- Hystrix Moench
- Kengyilia C.Yen & J.L.Yang
- Leymus Hochst.
- Pascopyrum A.Love
- Peridictyon Seberg et al.
- Psathyrostachys Nevski
- Pseudoroegneria (Nevski) A.Love
- Roegneria K.Koch
- Secale L.
- Sitanion Raf.
- Stenostachys Turcz.
- Taeniatherum Nevski
- Thinopyrum A.Love
- Triticum L.